# Hipercor
Hipercor («Иперко́р», от «гипер» и «кор», сокращения от «Корте» в названии El Corte Inglés) — сеть гипермаркетов в Испании, принадлежащая группе El Corte Inglés. Штаб-квартира располагается в Мадриде. Hipercor насчитывает 41 торговый центр в Испании.
Первый Hipercor открылся в Севилье 5 сентября 1980 года. Первоначальный логотип Hipercor был похож на логотип головной компании, однако фирменный треугольник был выполнен в синем цвете. Новый формат предприятий El Corte Inglés появился в ответ на потребности испанского общества с его постоянно развивающимся покупательским поведением. Hipercor представляет собой традиционный по форме гипермаркет, но отличается более широким выбором и более высоким качеством товаров.